# Клюкинская
Клюкинская — деревня в Верховажском районе Вологодской области.
Входит в состав Нижнекулойского сельского поселения, с точки зрения административно-территориального деления — в Нижнекулойский сельсовет.
Расстояние по автодороге до районного центра Верховажья — 40 км, до центра муниципального образования Урусовской — 6 км. Ближайшие населённые пункты — Кузнецовская, Высотинская, Бревновская.
По переписи 2002 года население — 28 человек (14 мужчин, 14 женщин). Преобладающая национальность — русские (96 %).